# Eduardo Zamacois y Zabala
|  | No s'ha de confondre amb Eduardo Zamacois y Quintana. |

Eduardo Zamacois y Zabala (Bilbao, 2 de juliol de 1841 - Madrid, 12 de gener de 1871), fou un pintor basc, que es va especialitzar en pintures de petit format al gust acadèmic. Amic dels catalans Tomàs Padró i Pedret i Marià Fortuny, hom el considera el primer artista basc d'èxit internacional, anterior a José Echena i Ignacio Zuloaga. Era oncle del novel·lista espanyol Eduardo Zamacois.

## Biografia
Eduardo María Zamacois y Zabala va néixer el 2 de juliol de 1841 a Bilbao. Fill de Miguel Antonio de Zamacois y Berreteaga, professor del Col·legi d'Humanitats de Biscaia, i de la seva segona esposa, la vídua Ruperta María del Pilar de Zabala y Arauco, Del primer matrimoni del seu pare amb Juana de Urrutia y Mendiola, va tenir deu mig germans: Juan Ygnacio, Francisco de Paula Pedro, Juan Niceto, Josef Leandro, Brígida, Justa, Remigia Elena, Miguel Bartolomé Dámaso, Adolfo Gregorio y Pantaleón, i tres mig germans per part de mare. A més va tenir set germans més: Elisa Petra, Luis Federico, Antonio, Carlota Pilar, Ricardo, Leonardo y Luisa Ynes. Entre els seus vint germans i nombrosos nebots hi ha historiadors, músics i poetes. Tot i que de família plenament bilbaïna, l'origen del cognom familiar se situa a Hasparren (País Basc francès), on el cognom es transcrivia Samacoys al segle xviii.

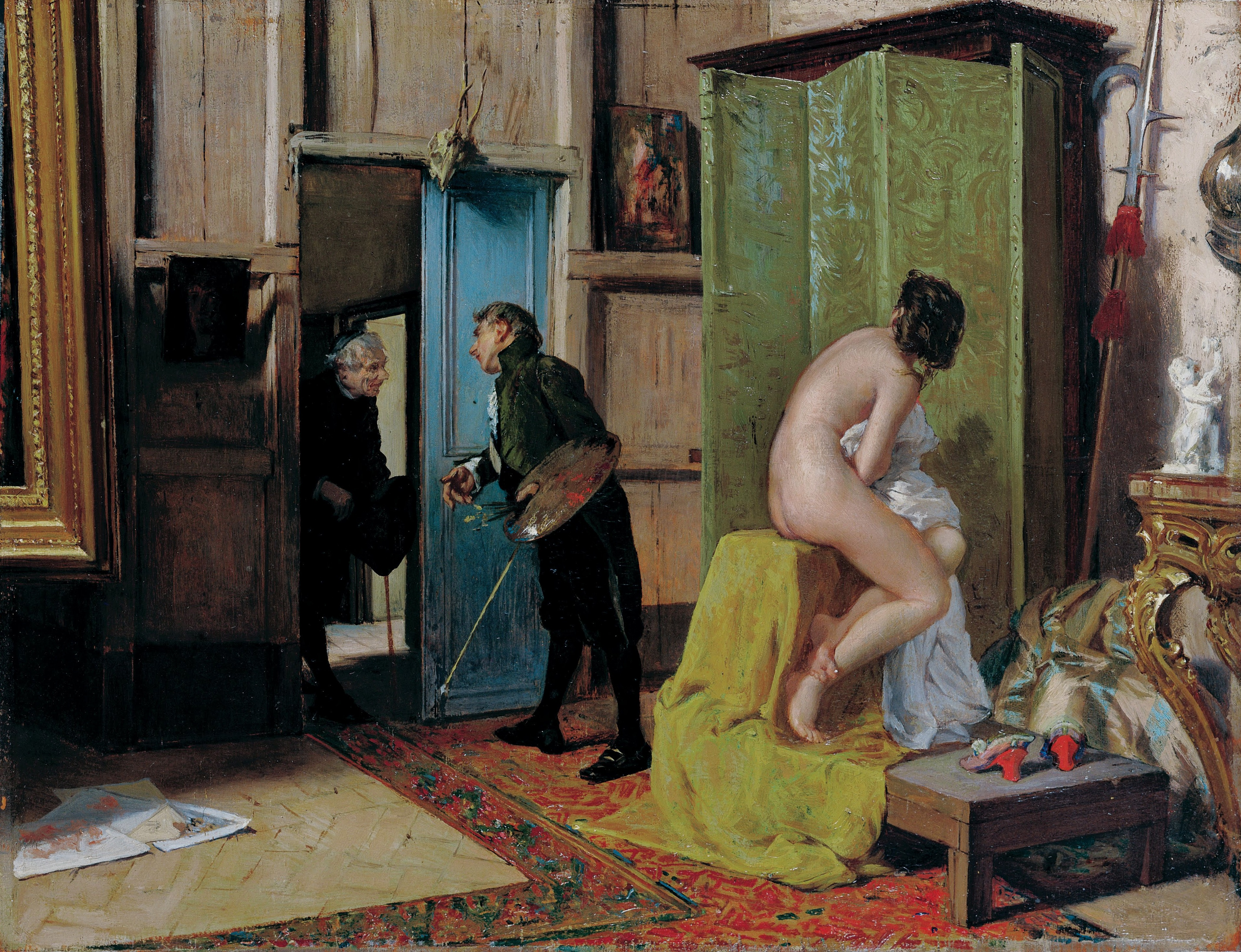
La visita inoportuna (Museu de Belles Arts de Bilbao, c. 1868).

Eduardo Zamacois va rebre una educació acurada, que incloïa classes de dibuix, música i diversos idiomes. Els seus primers coneixements artístics els va rebre a la seva ciutat natal, on foren els seus professors Joaquín Balaca i Cosme Duñabeitia. Al cap de poc temps la seva família es va traslladar a Madrid. En 1856 va ingressar a la Reial Acadèmia de Belles Arts de San Fernando, on fou deixeble de Federico de Madrazo.
En 1860 es va traslladar a París, pensionat pel Senyoriu de Biscaia. Instal·lat al Hotel Garni del barri de Montmartre, el primer desig de Zamacois va ser el de ser admès a la Ècole des Beaux Arts. En no aconseguir-ho, els seus esforços es van dirigir a l'estudi de Ernest Meissonier, aconseguint ser acceptat pel mestre. S'especialitzà en les escenes de gènere. De tracte fàcil i hàbil en els negocis, Zamacois va procurar ser present als principals certàmens europeus.

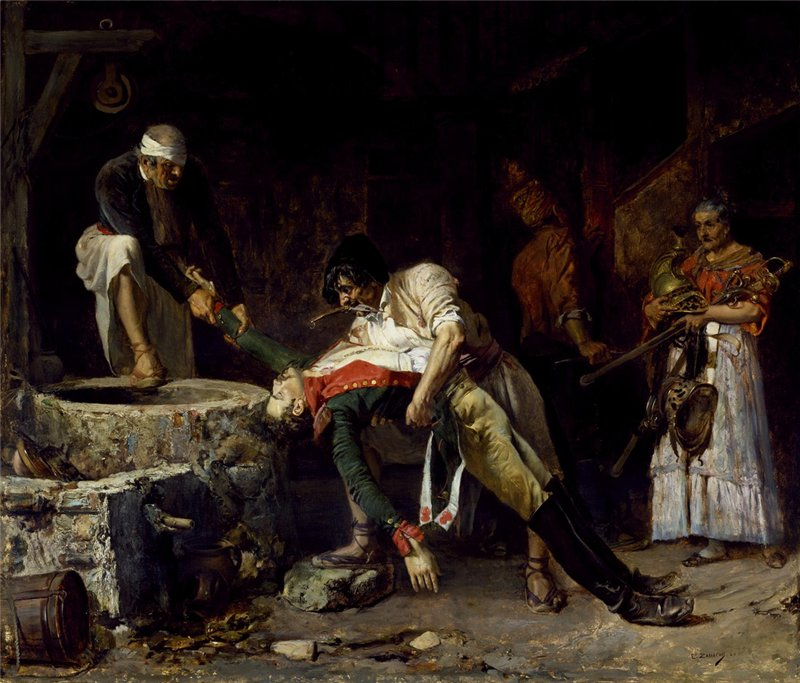
Escena de l'ocupació francesa (Walters Art Museum, Baltimore, 1866).

L'èxit de Zamacois a Espanya va ser ràpid. Ja en 1861 se li van encarregar treballs decoratius en les estances del futur rei Alfons XII al Palau Reial de Madrid, i va guanyar dues medalles de 3a classe a les Exposicions Nacionals de 1862 i 1864. L'obra guardonada en el segon dels certàmens Los limosneros, va ser adquirida per l'Estat i actualment el Museu del Prado la té dipositada al Museu de Màlaga juntament amb L'autor i els seus amics, oli datat a París el 1862, en què el pintor es va autoretratar treballant en el seu estudi.
A París va contreure matrimoni el 1865 amb Louise Marie Héloïse Perrin, a qui va conèixer a casa del seu íntim amic, el pintor Jehan Georges Vibert. El matrimoni va tenir dos nens: Miguel Louis Pascual, nascut el 8 de setembre de 1866 a Louveciennes, qui arribaria a destacar com a periodista i dramaturg en francès, i Marie Hélène el 14 de setembre de 1871,a qui no va arribar a conèixer, casada el 1899 amb el pintor Jean Alfred Marioton.

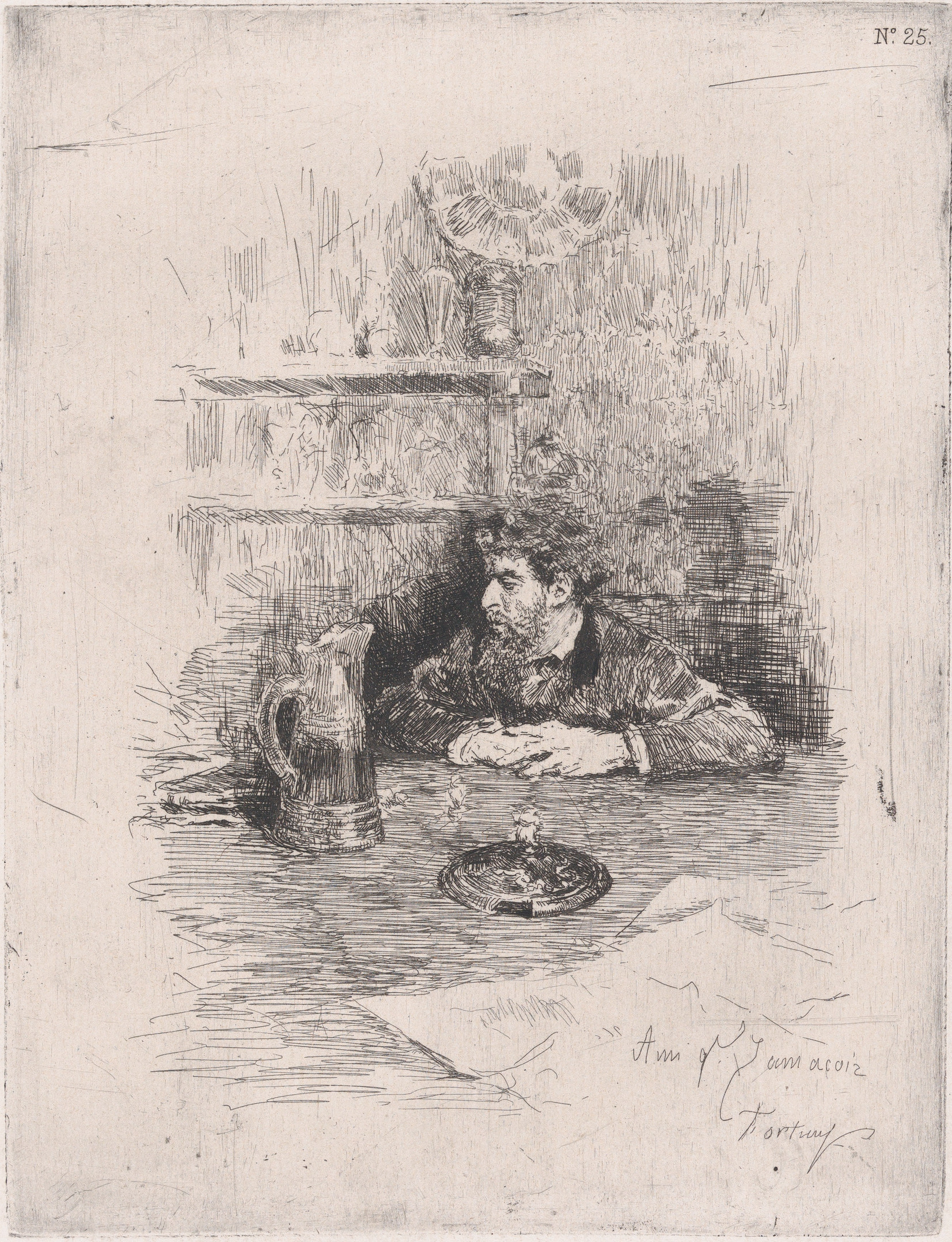
Zamacois, retratat cap a 1869 per Marià Fortuny en un gravat a l'aiguafort (exemplar pertanyent al Metropolitan Museum of Art de Nova York).

El 1866 Zamacois va conèixer el pintor Marià Fortuny, i es va forjar una gran amistat entre tots dos. Testimoni d'això és un retrat que Fortuny li va gravar el 1869, recolzat en una taula; és un dels millors aiguaforts del mestre català. A més, Zamacois va haver de posar com a figurant (vestit de torero) per a l'obra mestra de Fortuny La vicaria (Barcelona, MNAC). Va ser Zamacois, protegit per l'editor Adolphe Goupil, qui va posar en contacte Goupil i Fortuny; gràcies a això el mestre català va subscriure un contracte d'exclusivitat amb la firma Goupil & Cie. que va propulsar la fama i va consolidar el seu benestar econòmic.
El 1870 va obtenir la Medalla d'Or del Saló Oficial de París pel quadre L'educació d'un príncep. Aquest guardó va augmentar la seva fama, fins i tot a Londres; el 1872, l'escriptor Charles Dickens compraria la seva pintura El guarda campestre.
A conseqüència de la Guerra francoprussiana i també per problemes de salut, a principis de 1871 va abandonar França per dirigir-se a Madrid on poc després d'arribar va morir prematurament a l'edat de 29 anys, el 12 de gener de 1871.
El 1878 va rebre un diploma i homenatge pòstum a l'Exposició Universal de París. El seu marxant Goupil publicaria un tom amb fotografies de les seves millors obres.

## Obra
Tot i que els seus primers mestres van ser tots consumats retratistes, Zamacois amb prou feines va cultivar aquest gènere. El seu art es va desenvolupar en la pintura de gènere, en un estil preciosista, i en general, de petit format. Meissonier, admirador dels pintors flamencs del segle xvii, opinava que pintura i història calia que «anessin de la mà». En aquella època, a tot Europa, però més concretament a França, es va desenvolupar un gran interès per la història. No van ser aliens a aquest fet l'obra de prestigiosos autors com Dumas i Victor Hugo. Si bé a Espanya la moda eren els grans quadres d'història, de grans dimensions, a França es va preferir una pintura historicista de petit format.
Les claus de l'art de Zamacois, plenament seguidor d'aquest corrent historicista, són: color pur, composició encertada, i un detallisme minuciós.
Una excel·lent mostra és l'obra La visita inoportuna, del Museu de Belles Arts de Bilbao, on assistim a una representació d'un taller d'artista, on una model, nua, posa per a un pintor, quan són interromputs per la visita d'un sacerdot.
Paradoxalment, va obtenir més èxit i reconeixement en les diferents exposicions nacionals franceses que en les ocasions en què es va decidir a exhibir quadres a les celebrades a Espanya.

## Selecció d'obres
- Un rebost (1858-59; Museu de Belles Arts de Bilbao)
- Nens jugant als bous (1863; Museu de Belles Arts de Bilbao)
- Un violinista
- Oficial de guàrdia
- Últims moments de Cervantes
- La primera espasa
- Bateig de pobre (1868; Museu San Telmo, Sant Sebastià)
- Bufons jugant al cochonnet (1868; Museu de Belles Arts de Bilbao)
- L'educació d'un príncep
- La visita inoportuna (1868; Museu de Belles Arts de Bilbao)
- El retorn al convent o El monjo i el ruc rebel (1868; Museu Carmen Thyssen Màlaga)
- Frare component la seva perruca
- Salutació al rei (acuarela, 1870; Museu del Prado)
- Le favori du roi (Col·lecció Frankel Family Trust)

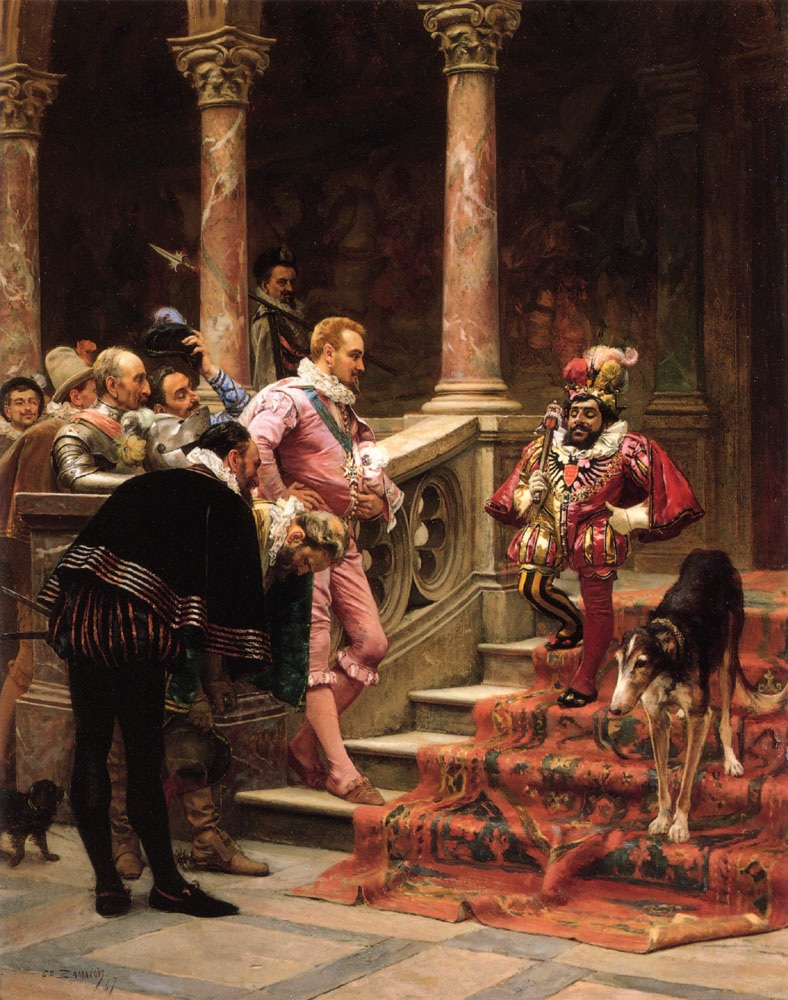
Le favori du roi (Col·lecció Frankel Family Trust, Dallas, 1865-67)
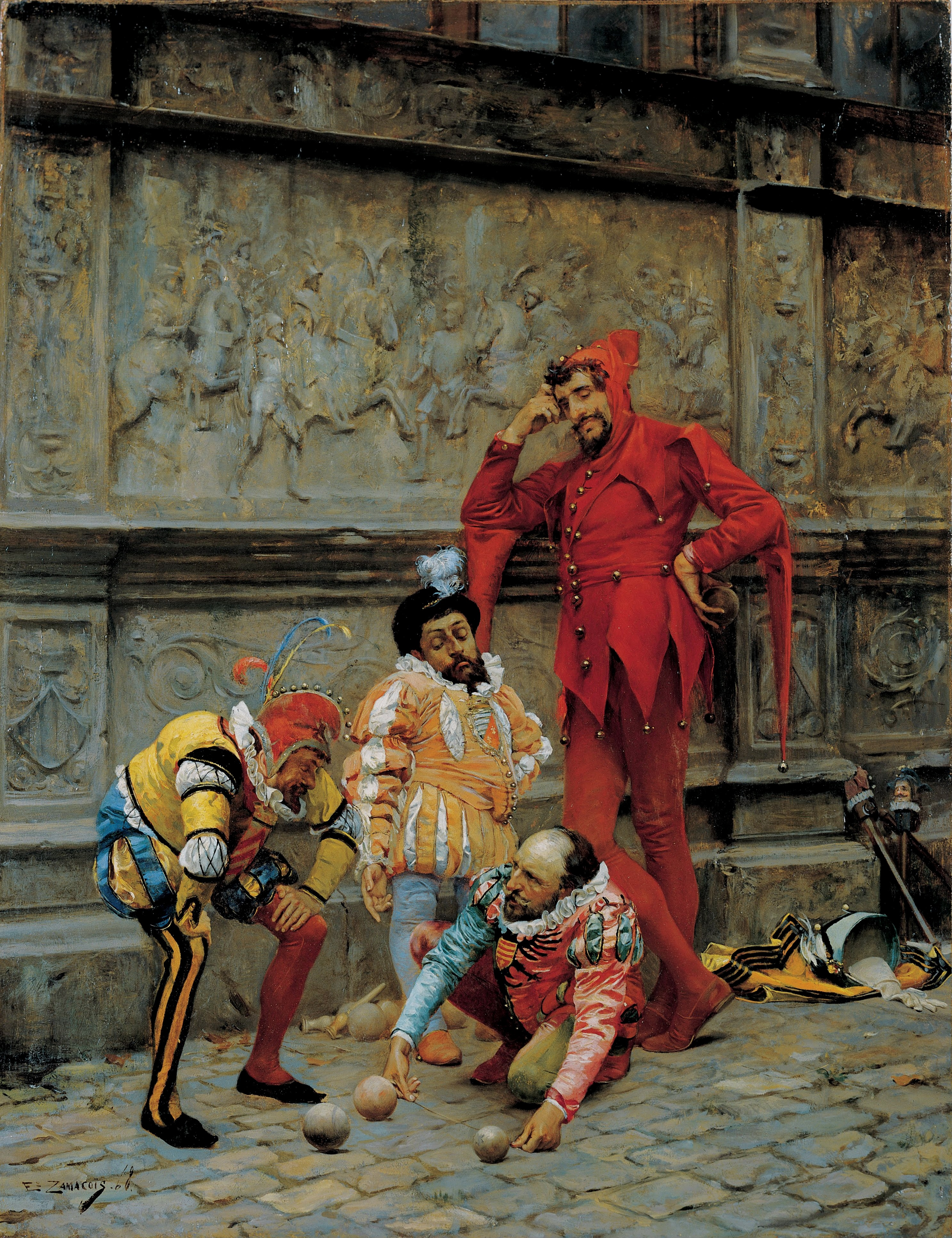
Bufons jugant al Cochonnet (Museu de Belles Arts de Bilbao, 1868).
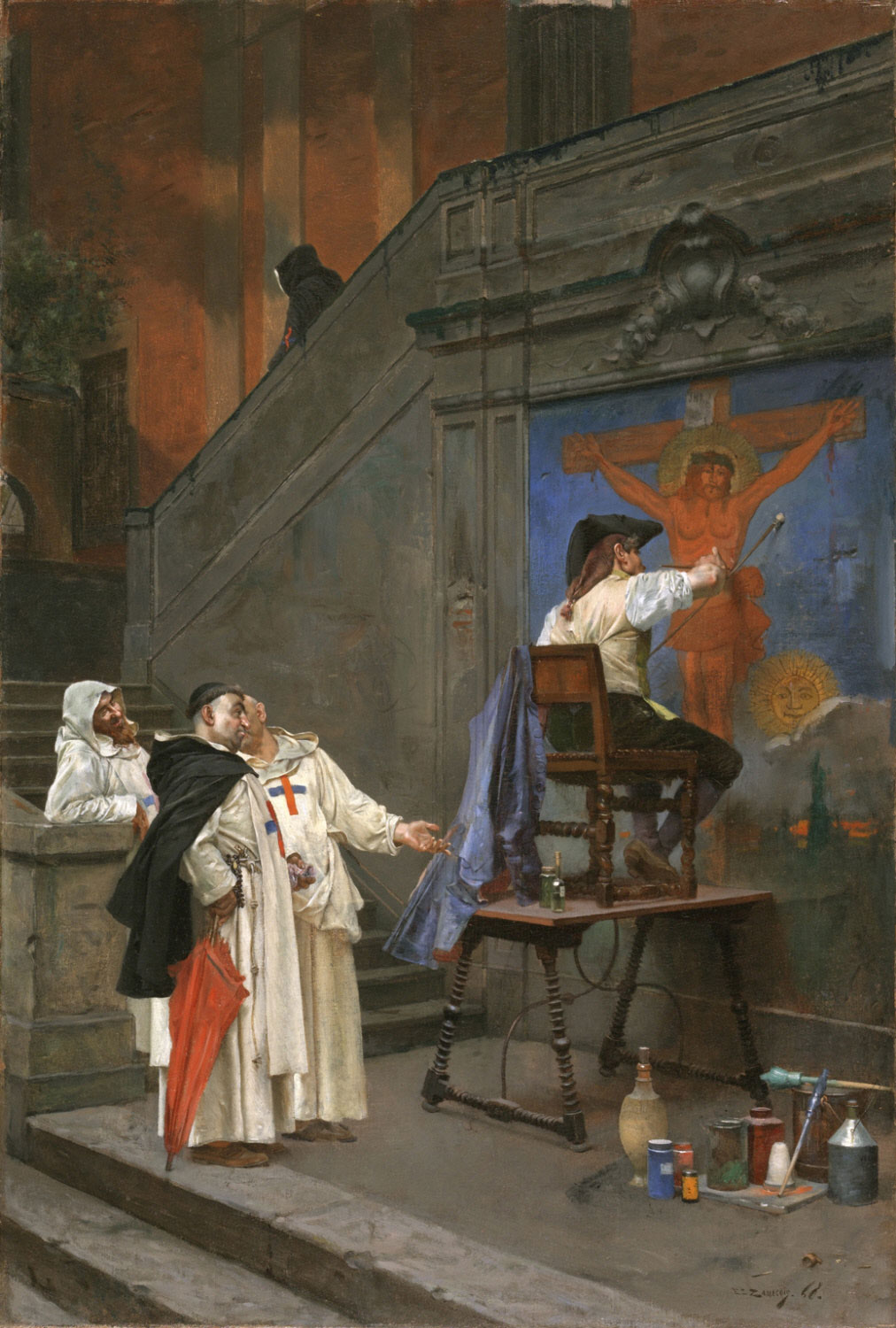
Trop de Sang (Museu d'Art de Filadèlfia, 1868).
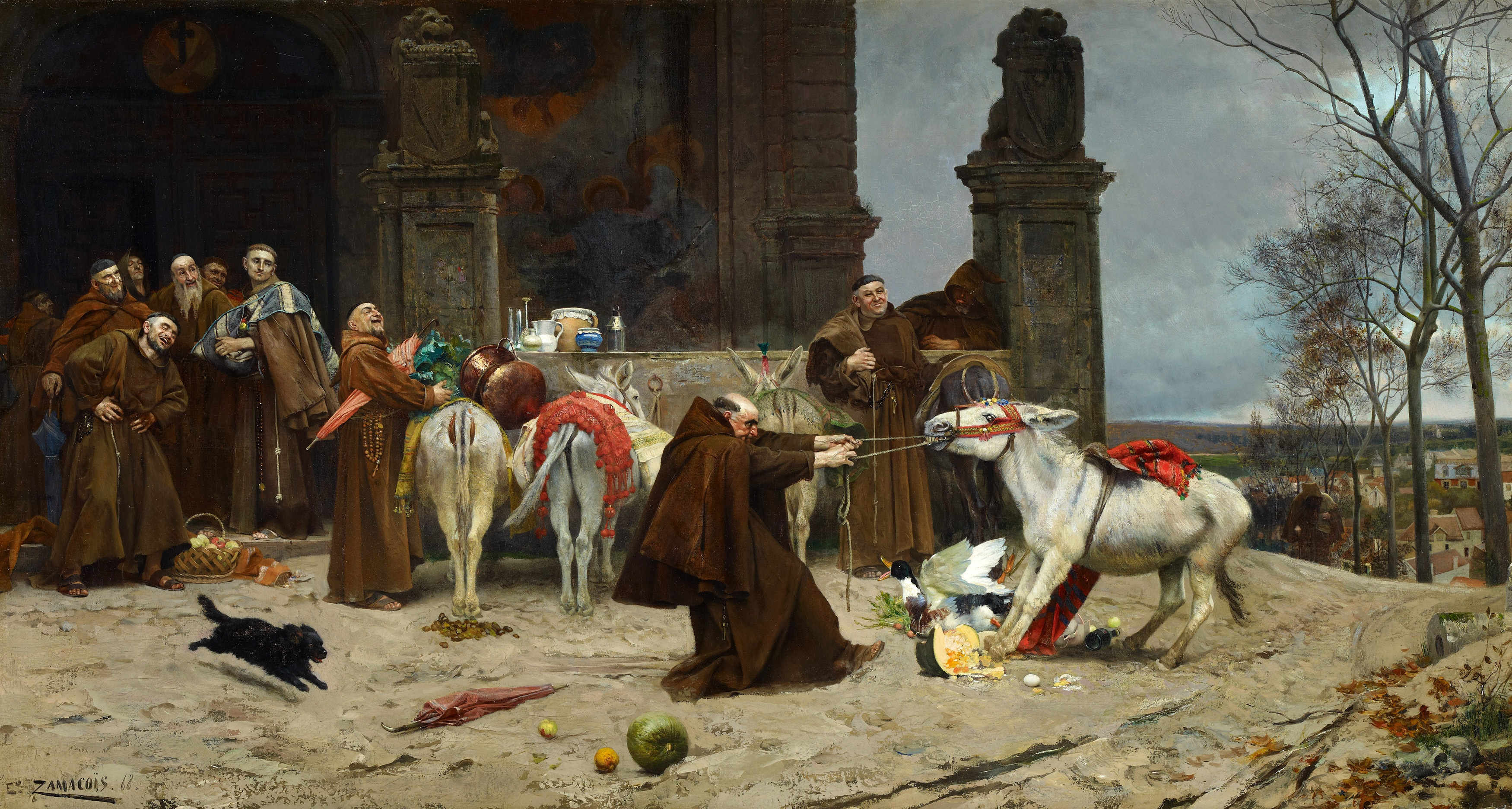
El monjo i el ruc rebel o Retorn al convent (Museu Carmen Thyssen Màlaga, 1868).
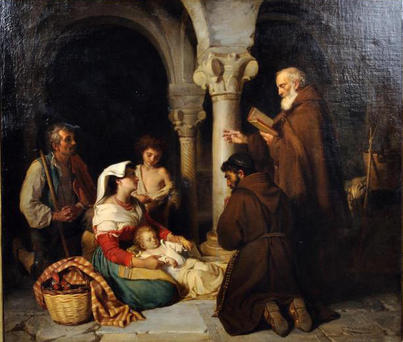
Bateig de pobre (Museu Sant Telm, Sant Sebastià, 1868).
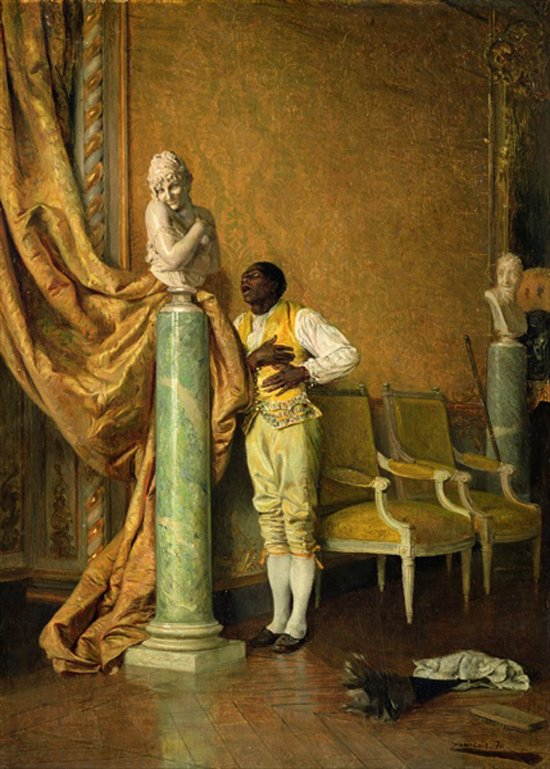
Amor platònic (Institut d'Art Clark, 1870).